# バンド・オブ・ホーセズ
バンド・オブ・ホーセズ (Band of Horses) は、アメリカ合衆国のインディーロックバンド。

## 来歴
2004年、ワシントン州シアトルでBen Bridwellを中心に結成。アイアン・アンド・ワインのオープニングアクトで出演したライブを見てサブ・ポップが目を付け契約に至った。
2006年、1stアルバム『Every Thing All The Time』をリリース。Phil Ekをプロデューサーに迎え製作されたこのアルバムは、Shortlist Music Prizeで最優秀作品賞にノミネートされた。
2007年、2ndアルバム『シーズ・トゥー・ビギン』をリリース。ビルボード・アルバムチャート初登場35位を記録した。リードシングル「Is There a Ghost」はビルボードのオルタナティブチャートで34位になった。
2009年、3rdアルバム『インフィニット・アームズ』を発表。古巣のサブ・ポップを離れ、自身のレーベルBrown Recordsからリリースされた。このアルバムはビルボード・アルバムチャート7位を記録。北欧三国などその他の国でも上位にランクインし、キャリア史上最大のヒット作となった。Q誌はこの作品を年間ベストアルバム21位に選んだ。

## メンバー
- Ben Bridwell – lead vocals, guitar, pedal steel, keyboards (2004–)
- Creighton Barrett – drums (2006–)
- Ryan Monroe – keyboards, guitar, backing vocals (2007–)
- Matt Gentling – bass, backing vocals (2007, 2017–)
- Ian MacDougall – guitar, backing vocals (2017–)

## ディスコグラフィ
スタジオ・アルバム
- Everything All the Time (2006年3月21日、Sub Pop)
- Cease to Begin - シーズ・トゥー・ビギン (2007年10月9日、Sub Pop)
- Infinite Arms - インフィニット・アームズ (2010年5月18日、Columbia Records、Fat Possum Records、Brown Records)
- Mirage Rock (2012年9月18日)
- Why Are You OK (2016年6月10日)
- Things Are Great (2022年)